# Melitaea microrovia
Melitaea microrovia är en fjärilsart som beskrevs av Ruggero Verity 1950. Melitaea microrovia ingår i släktet Melitaea och familjen praktfjärilar. Inga underarter finns listade i Catalogue of Life.